# AKAP6
Las proteínas de anclaje de kinasas del tipo A son un grupo de proteínas estructuralmente diversas, su similitud radica en su capacidad de unión a la subunidad reguladora de la proteína kinasa A (PKA) y confinar a la holoenzima en localizaciones discretas dentro de la célula. Este gen codifica para un miembro de esta familia de proteínas, la proteína se encuentra altamente expresada en varias zonas del cerebro y en el músculo esquelético y cardiaco. Se localiza específicamente en el retículo sarcoplásmico y en la envoltura nuclear y juega un papel importante en el anclaje de la PKA a la membrana nuclear o al retículo sarcoplásmico.
Mutaciones de este gen se han reportado en casos de cáncer de esófago. Según Dulak y colaboradores, el 8% de las muestras analizadas de estos tumores mostraban mutaciones en este gen.